# Jordan Motor Car Company

„Red Arrow“ (Emblem der Jordan Motor Car Company)

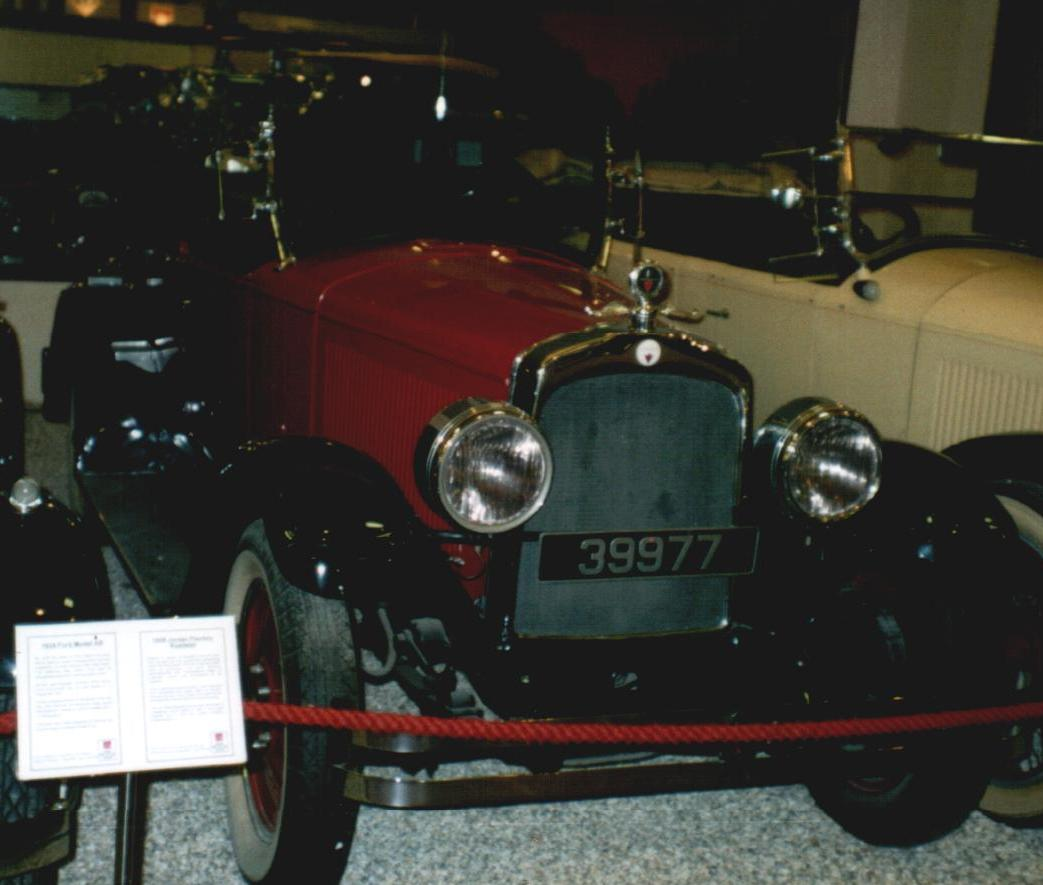
Jordan Playboy Roadster von 1928

Die Jordan Motor Car Company (JMC) war ein US-amerikanischer Automobilhersteller.

## Beschreibung
Das Unternehmen wurde 1916 in Cleveland, Ohio, von Edward S. „Ned“ Jordan, dem früheren Werbechef der Thomas B. Jeffery Company in Kenosha, gegründet. Von 1917 bis 1931 produzierte es Automobile, benutzt wurden dafür Teile von anderen Herstellern. Jordan-Automobile waren mehr für ihr attraktives Design bekannt als für ihre fortschrittliche Technik. Somit war die Werbung dieser Marke oftmals origineller als die Fahrzeuge an sich. Jordan sagte einmal diesbezüglich: „Autos sind zu langweilig und eintönig“ („cars are too dull and drab“). Seiner Meinung nach wollten die Leute, seit sie sich schick kleideten, auch „schicke Autos“ fahren.
Die Jordan Motor Car Comp. errichtete ihr Werk in der östlichen Innenstadt von Cleveland (1070 East 152nd Street) entlang der Nickle-Plate-Railroad-Strecke. Die Lage war ideal für die Verfrachtung der fertiggestellten Automobile. Das Werk wurde in zwei Schritten errichtet: Mit dem Bau des Hauptgebäudes wurde am 5. April 1916 begonnen. Etwa sieben Wochen später wurde es fertiggestellt. Die Erweiterung erfolgte kurz darauf und war wenige Monate nach Beginn des Hauptgebäudes errichtet.
Einige Teile der Jordan-Automobile wurden von Fremdfirmen bezogen. Fremdbauteile waren unter anderen Continental-Motoren, Bijur-Anlasser und Bosch-Zünder. Laut Ned Jordans Biografen James H. Lackey war die Quelle für die Karosserien der frühen Jordan-Wagen ein Geheimnis. Obwohl Jordan die Kapazitäten besaß, Karosserien selbst zu lackieren, auf das Chassis zu montieren und Fahrgastzellen einzurichten, fehlte jedoch die Möglichkeit, eigene Karosserien zu produzieren. Karosserien späterer Modelle wurden von einer Reihe von Firmen aus Ohio und Massachusetts bezogen.
Im ersten Produktionsjahr 1916 verkaufte Jordan über 1000 Fahrzeuge. Obwohl sich die meisten Automobilmarken damals ausschließlich auf den Japan-Black-Lack verließen, der in wenigen Stunden trocknete, waren Jordan-Automobile in nicht weniger als drei verschiedenen Rot-Variationen erhältlich: "Apache Red", "Mercedes Red" und "Savage Red". Ferner wurden "Ocean Sand Grey", Venetian Green", "Egyptian Bronze", "Chinese Blue" und Schwarz angeboten. Am extravagantesten dürfte wohl die Lackierung "Submarine Grey" gewesen sein, da sie sich durch ein khakifarbenes Dach und orangefarbene Rädern von den anderen Variationen unterschied.

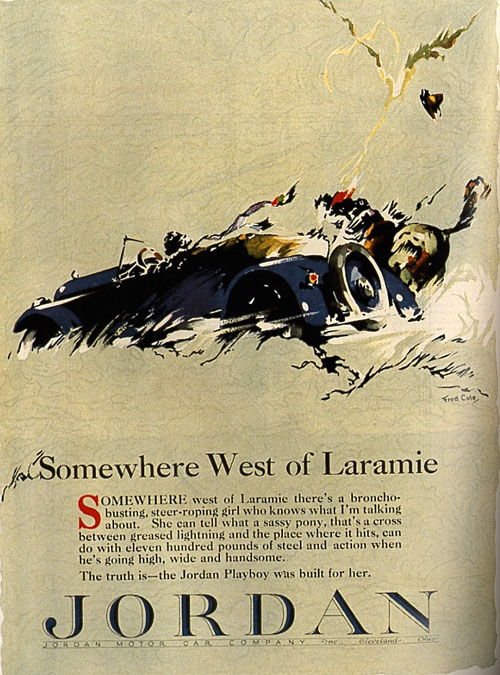
Die emotionale Anzeige „Somewhere West of Laramie“ („Irgendwo westlich von Laramie“) für den Jordan Playboy (1923) schrieb Werbegeschichte

Auch waren die Details, mit denen die Jordan-Automobile ausgestattet waren, erstaunlich fortschrittlich für damalige Verhältnisse – so zum Beispiel der Benzineinfüllstutzen, der vom Lüftungsblech ans Fahrzeugheck verlegt wurde. An seiner Stelle befand sich nun eines der modernsten Kühlsysteme seiner Zeit. Jordan produzierte seit Mitte der 1920er Jahre seine Teile komplett aus Stahl und somit etwa zehn Jahre vor Buick und acht Jahre vor Chrysler mit dem Airflow-Modell.
Ned Jordan war auch einer der ersten Automobilhersteller, der seine Produkte emotional und frech bewarb. Dazu gehörten entsprechende Anzeigenkampagnen und einzigartige Namen für seine Fahrzeuge, so zum Beispiel der „Sport Marine“, der „Tomboy“ oder der „Playboy“. Im Jahre 1920 erweiterte die Marke ihre Typenpalette um das Coupé „Friendly Three“ mit dem Slogan: „Bietet zwei Leuten Platz, drei, wenn sie freundlich sind“ („Seats two, three if they're friendly“).
1927 landete die Firma mit dem luxuriösen Kompaktwagen Little Custom einen Misserfolg, der sie in finanzielle Schieflage brachte. 1931 stelle JMC die Produktion ein.
1932 folgte die Liquidation.

## Produktionszahlen
| Jahr  | Produktionszahl |
| ----- | --------------- |
| 1917  | 1.788           |
| 1918  | 5.713           |
| 1919  | 3.218           |
| 1920  | 7.817           |
| 1921  | 8.913           |
| 1922  | 4.167           |
| 1923  | 6.691           |
| 1924  | 6.159           |
| 1925  | 6.531           |
| 1926  | 8.469           |
| 1927  | 6.357           |
| 1928  | 7.386           |
| 1929  | 4.323           |
| 1930  | 985             |
| 1931  | 263             |
| Summe | 78.780          |

Quelle: